# Маккиллоп, Мария
Мария Макки́ллоп (англ. Mary MacKillop) — святая Римско-Католической Церкви, монахиня. Основала женскую монашескую конгрегацию «Сёстры св. Иосифа Священного Сердца». Почитание Марии Маккиллоп широко распространено в Католической церкви в Австралии. Почитается покровительницей Австралии. Она является первой канонизированной в Католической церкви австралийкой.

## Биография
Мария Маккиллоп родилась в Фицрое (штат Виктория, Австралия) в многодетной семье шотландских эмигрантов Александра и Флоры Маккиллоп. Её отец Александр некоторое время обучался в семинарии в Риме, но из-за материальных трудностей и слабого здоровья был вынужден прекратить обучение и вернуться в Шотландию. Вскоре он создал семью и эмигрировал в Австралию.
С 16 лет Мария Маккиллоп работала гувернанткой в южной Австралии, где она увидела, что дети, живущие здесь, нуждаются в хорошем светском и религиозном образовании. В 1866 году, в возрасте 25 лет, она приносит монашеские обеты, приняв монашеское имя Мария святого Креста, основывает в конюшне первую начальную школу святого Иосифа в Пеноле (Penola).
В 1867 году основанная Марией Маккиллоп женская конгрегация «Сёстры святого Иосифа Священного Сердца» по просьбе местного епископа открывает школу, женский приют и дом для престарелых. К 1871 году конгрегация открывает многочисленные начальные школы и благотворительные учреждения по всей южной Австралии.
В 1871 году Мария Маккиллоп столкнулась с противодействиями церковной иерархии из-за устава, который она написала для созданной ею монашеской конгрегации. В сентябре 1871 года местный епископ Шейл принял решение расформировать основанную Марией Маккиллоп монашескую общину. Чтобы разрешить эту проблему Мария Маккиллоп отправляется в 1873 году в Рим, чтобы снискать благословение Святейшего Отца римского папы Пия IX для дальнейшей работы монахинь. В Риме её уверили, что деятельность конгрегации получит разрешение после испытательного срока. Во время своего пребывания в Европе Мария Маккиллоп знакомится с европейскими педагогическими методами. В это время конгрегация распространяет свою деятельность в Новой Зеландии, Новом Южном Уэльсе, Сиднее. В 1888 году римский папа Лев XIII дал своё благословение на деятельность конгрегации. В 1885 году Мария Маккиллоп избирается генеральной настоятельницей конгрегации.
Мария Макиллоп умерла в женском монастыре в Сиднее в 1901 году.

## Почитание
В 1925 году начался процесс причисления Марии Маккиллоп к лику блаженных. В 1992 году после изучения документов, писем и двадцатилетнего перерыва в работе трибунала было принято решение признать деятельность Маккиллоп героической.
19 января 1995 года она была объявлена блаженной папой Иоанном Павлом II и канонизирована 17 октября 2010 года папой Бенедиктом XVI.
День памяти — 8 августа.
В 2008 году монетный двор Австралии выпустил монету, посвящённую Марии Маккиллоп номиналом в 1 австралийский доллар.